# منزل خانم كيان
منزل خانم كيان (بالفارسية: خانه خانم کیان) هو منزل تاريخي يعود إلى عصر القاجاريون، ويقع في سبزوار.